# Sidang Sido Rahayu
Sidang Sido Rahayu is een bestuurslaag in het regentschap Mesuji van de provincie Lampung, Indonesië. Sidang Sido Rahayu telt 1795 inwoners (volkstelling 2010).